# ماريان ثام
ماريان ثام (1961-) صحفية ومؤلفة وممثلة كوميدية من جنوب إفريقيا، ومحررة مساعدة في صحيفة ديلي مافريك، ولدت ثام في إنجلترا حيث كان والدها الألماني أسير حرب والتقى بوالدتها وهي عاملة منزلية برتغالية. ألفت ثام العديد من الكتب في عام 2016 وأصدرت مذكراتها: هتلر، فيرويرد، مانديلا وأنا تصف ثام نفسها بأنها "نصف برتغالية، ونصف ألمانية، ومهاجرة مثلية ملحدة كاثوليكية رومانية". تعيش في كيب تاون مع شريكها وابنتيها.

## أعمالها
قائمة الأعمال المختارة لماريان ثام.
- إنها أنا، آنا (مترجم).
- لدي حياة.
- الأولاد المفقودون في جزيرة الطيور.
- من الأفضل أن تكون فارغة. استمتع بالعيش في أرض مانديلا.
- للقبض على شرطي.
- أنا هنا (مع بي جيه باورز).
- إطلاق النارعلى القمر.
- الحق الأخير، كفاح كريج شونجيفيل من أجل العيش والموت بكرامة.
- كيف تكون كتيبًا لجنوب إفريقيا: دليل ثقافي لا رجعة فيه للسياح والسكان المحليين المرتبكين.
- امرأة شابة تستحق العناء من schlimmste Erfahrung ihres Lebens.
- مجموعة فيرليدي.

- الخيط العقلية.